# Păuliș (gmina)
Păuliș – gmina w Rumunii, w okręgu Arad. Obejmuje miejscowości Barațca, Cladova, Păuliș i Sâmbăteni. W 2011 roku liczyła 4120 mieszkańców.